# Romeo Miller
Percy Romeo Miller (New Orleans, 19 augustus 1989), ook bekend als Lil' Romeo, is een Amerikaans rapper en acteur. Hij is de zoon van rapper Master P.
Op vijfjarige leeftijd werd hij getekend bij zijn vaders platenlabel No Limit Records. In 2001 bracht hij zijn debuutalbum Lil' Romeo uit, met de single "My Baby". In 2002 bracht hij zijn tweede album Game Time uit.
Miller was actief als acteur in verschillende films en had van 2003 tot 2006 een eigen Nickelodeon-show genaamd Romeo!, uitgezonden voor drie seizoenen.
In 2005 richtte Miller samen met zijn broer Valentino Miller en hun drie neven C-Los, Lil 'D en Willie J de rapgroep Rich Boyz op en brachten een album uit getiteld Young Ballers: The Hood Been Good to Us.
In 2007-2010 speelde hij college-basketbal voor het team USC Trojans op de University of Southern California.
In 2011 maakte hij deel uit van het twaalfde seizoen van het televisieprogramma Dancing with the Stars.

## Discografie
Albums
- 2001: Lil' Romeo
- 2002: Game Time
- 2004: Romeoland
- 2005: Young Ballers: The Hood Been Good to Us (met Rich Boyz)
- 2006: Lottery
- 2006: God's Gift: Music from the Motion Picture
- 2007: Hip Hop History (met Master P als Miller Boyz)
- 2010: Spring Break (met College Boyys)
- 2016: Fighting Monsters

- Bibliothèque nationale de France: cb14199408s (data)
- Gemeinsame Normdatei: 135227585
- International Standard Name Identifier: 0000 0000 5518 7600
- Library of Congress Control Number: no2002084527
- MusicBrainz: cc0a8d92-dde4-4041-b420-31780c9fe781
- Virtual International Authority File: 59294935
- WorldCat: E39PBJvxxWCjJr64ByfFTVWRrq